# Elecciones estatales de Renania-Palatinado de 1983
La elección del estado de Renania-Palatinado de 1983 (Alemania) se realizó el 6 de marzo, junto con la elección federal de 1983, lo que llevó a una inusualmente alta participación del 90,4%. El ganador de las elecciones fue el primer ministro Bernhard Vogel de la CDU, que fue capaz de ampliar su mayoría absoluta.

## Resultados
Los resultados fueron:
| Partido | Partido | Votos   | %     | Escaños | Escaños 1979 |
|         | CDU     | 1306090 | 51,92 | 57      | 51           |
|         | SPD     | 995795  | 39,59 | 43      | 43           |
|         | GRÜNE   | 113809  | 4,52  |         |              |
|         | FDP     | 88289   | 3,51  |         | 6            |
|         | DKP     | 4940    | 0,20  |         |              |
|         | NPD     | 3656    | 0,15  |         |              |
|         | ASG     | 2814    | 0,11  |         |              |
| Total   | Total   | 2515393 |       | 100     | 100          |